# 西川雅史
西川 雅史（にしかわ まさし、1970年 - ）は、日本の経済学者、財政学者。青山学院大学経済学部教授。

## 略歴
1970年、東京都東大和市に生まれる。法政大学経済学部を卒業し、1999年に法政大学大学院社会科学研究科博士課程単位取得後退学する。郵政省郵政研究所担当研究官、日本学術振興会特別研究員PD、埼玉大学経済学部准教授、青山学院大学経済学部准教授などを経て、同大学同学部教授に就任する。
『住民投票で賛成派は勝てるのか』で日本計画行政学会奨励賞（2000年）、『税源移譲に関する一考察』で日本計画行政学会論文賞（2006年）、『徴税の費用対効果』で第2回「税に関する論文」優秀賞（2006年）、『財政調整制度下の地方財政　健全化への挑戦』で青山学院学術褒賞（2012年）・森嘉兵衛賞（2013年）を受賞する。

## 人物
自他ともに認めるほど腕相撲が強く、10年以上もの間自身のゼミ生に勝利し続けていた。その中には、体育会系の学生もいたという。しかし、2013年9月に行われたゼミ合宿にて、西川ゼミ第5期生と対戦し両腕とも敗れ、初めて敗北を経験する。西川氏の不敗記録を崩したのは、左腕が新谷、右腕が山本。よほど悔しい思いをしたのか、度々行われるリベンジマッチでは、両者に勝利しており、常に40代という年齢を感じさせない腕を鍛え上げているようだ。

## 著書
- 『分権化財政の新展開』共著（中央大学出版部、2007）
- 『分権化時代の地方財政』共著（中央経済社、2008）
- 『財政調整制度下の地方財政』（勁草書房、2011）

## 参考
- 青山学院大学 研究者情報 -  西川雅史
- ReaD & Researchmap - 西川雅史
- 『財政調整制度下の地方財政』